# Anura (cràter)
Anura és un cràter sobre la superfície del planeta nan Ceres, situat amb el sistema de coordenades planetocèntriques a -11.76 ° de latitud nord i 14.12 ° de longitud est. Fa un diàmetre de 37 km. El nom va ser fet oficial per la UAI el primer d'octubre de 2015 i fa referència a l'esperit de les llavors de tabac Arawakan (Guyana).